# غزو تونس (1535)
غزو تونس هو هجوم على مدينة تونس، التي كانت تحت سيطرة الدولة العثمانية، شنتها الإمبراطورية الإسبانيةوحلفائها في 1535م.